# Dagobah
Dagobah je jméno fiktivní planety ve světě Star Wars. Její neobydlený povrch je pokrytý souvislými pralesy a močály. Tato planeta je přesto plná života, nalezneme zde nejrůznější živočišné a rostlinné druhy. Planetu se lidé pokoušeli několikrát neúspěšně kolonizovat. Jedná se o svět kam se ukryl Mistr Yoda po III. epizodě, zde také v V. Epizodě cvičí Luka Skywalkera v používání Síly. Ten ho však neuposlechne a vydá se před koncem výcviku zachránit své přátele. V závěru trilogie zde Mistr Yoda umírá stářím ve věku 900 let. Měl více než 700 padawanů, z toho se minimálně jeden odvrátil k temné straně síly.